# Ousama ibn Zayd
Ousama ibn Zayd (en arabe : أُسَامَة ٱبْن زَيْد) était un des premiers musulmans et compagnons du prophète de l'islam Mahomet. 
Il était le fils de Zayd ibn Hârithah, fils adoptif de Mahomet, et Oumm Ayman (Barakah), une servante abyssine de Mahomet.
Mahomet a nommé Oussama ibn Zayd commandant d'une force expéditionnaire qui devait envahir la région de Balqa dans l'Empire byzantin pour venger la défaite musulmane à la bataille de Mu'tah, ou le père d'Usama, Zayd ibn Harithah, avait été tué. Cette campagne est connue sous le nom d'expédition d'Oussama bin Zayd. La campagne d'Oussama a été couronnée de succès et son armée a été la première force musulmane à réussir à envahir et à attaquer le territoire byzantin, ouvrant ainsi la voie à la conquête musulmane de la Syrie. 

## Jeunesse
Ousama était le fils de Barakah (Umm Ayman), une esclave abyssine affranchie, et de son deuxième mari, Zayd ibn Haritha. Ses parents se sont mariés "après l'islam" et Ousama est né en 615
La mère d'Ousama, Umm Ayman, était une esclave dans la maison des parents de Mahomet, Abdullah ibn Abdul-Muttalib et Aminah bint Wahb. Elle est devenue l'esclave de Mahomet, reçue en héritage après la mort de sa mère, Aminah. Celle ci meurt à Al-Abwa, près de Médine ; c'est Barakah  qui s'est occupé de Mahomet et a déménagé avec lui dans la maison de son grand père Abdul-Muttalib ibn Hashim à La Mecque, où elle l'a servi pendant son enfance et jusqu'à l’âge adulte, Lorsque Mahomet a épousé Khadija, il a affranchi Barakah (Umm Ayman) qui se marie avec un compagnon des Ansar, nommé Ubayd ibn Zayd. De ce mariage, Ayman ibn Ubayd est né, et elle était donc connue sous le nom de "Umm Ayman" ("Mère d'Ayman").
Les parents de Ousama ont émigré à Médine avec Mahomet pour échapper à la persécution Koreichites à La Mecque. 
Ousama était très aimé de Mahomet et il a combattu à ses côtés à la bataille de Hunayn. Ibn Kathir écrit que selon Ibn Ishaq, Jabir ibn Abd Allah, témoin de la bataille, a rapporté que l'armée musulmane était paniquée par une attaque surprise de l'ennemi et de nombreux hommes ont fui le champ de bataille. Cependant, un groupe de Muhajirun a campé sur place et a défendu Mahomet. Ces hommes étaient Abu Bakr, Umar, Ali, Abbas ibn Abd al-Muttalib, Abu Sufyan ibn al-Harith, Fadl ibn Abbas, Rabi'ah ibn al-Harith, Oussama ibn Zayd et Ayman ibn Ubayd. Le demi-frère d'Ousama, Ayman ibn Ubayd, a été tué ce jour-là alors qu'il défendait Mahomet. 

## Expédition d'Ousama ibn Zayd
L'expédition d'Oussama bin Zayd est une expédition militaire du premier califat musulman dirigée par Ousama ibn Zayd, qui a eu lieu en juin 632, au cours de laquelle les forces musulmanes ont attaqué la Syrie byzantine,.
Après le pèlerinage d'adieu, Mahomet a nommé Ousama ibn Zayd commandant d'une force expéditionnaire qui devait envahir la région de Balqa en Syrie dans l'Empire byzantin. Mahomet a ordonné à tous les sahabas, à l'exception de sa famille, d'aller avec Ousama en Syrie pour venger la défaite des musulmans à la bataille de Mu'tah. Le choix de Mahomet porté sur Ousama malgré son jeune âge, il avait disait-on dix sept ans, avait irrité quelques Sahabas et on murmurait sur les raisons de ce choix ; mais Mahomet , souffrant de sa maladie a passé outre et a confirmé Ousama dans le poste,.
Cependant, peu après l'expédition, la nouvelle de la mort de Mahomet parvenue, l'armée musulmane retourne à Médine. La campagne n'a été relancée que lorsque Abu Bakr, désigné calife, a choisi d'honorer les souhaits de Mahomet et a réaffirmé le commandement de Ousama. La campagne a été couronnée de succès et son armée a été la première force musulmane à réussir à envahir et à attaquer le territoire byzantin. 